# Émile Zeibig
Émile Zeibig est un nageur français né Emil Ernst Georg Zeibig à Strasbourg le 10 septembre 1904, et mort dans sa ville natale le 8 juillet 1981.

## Carrière
Émile Zeibig se distingue lors de la première réunion de préparation olympique de la Fédération française de natation se tenant à Strasbourg au printemps 1924, malgré l'absence des nageurs de l'EN Tourcoing  ; à l'âge de 19 ans, il s'impose sur le 100 mètres dos et le 100 mètres nage libre, battant notamment Georges Paulus, qui était considéré comme le meilleur nageur de l'épreuve.
Il devient membre de l'équipe de France aux Jeux olympiques d'été de 1924, participant aux séries du 100 mètres nage libre, du 100 mètres dos et du 4x200 mètres nage libre. Il établit à cette occasion le Record de France de natation messieurs du 100 mètres dos en 1 min 22 s 40. Aux Jeux olympiques d'été de 1928, il prend part aux séries du 100 mètres dos.
Il est quatre fois champion de France du 100 mètres dos (en 1926, 1927, 1928 et 1929) et détient le record de France de natation messieurs du 50 mètres nage libre de juin à décembre 1924 avec un temps de 28 s 4.
En club, il a été licencié à la Société de natation de Strasbourg.